# Atebubu
Atebubu est une ville du Ghana, capitale du district de Atebubu-Amantin.

## Histoire
Marie-Joseph Bonnat est le premier explorateur à atteindre la ville en 1875 et la nomme Atabobo. 